# O Caso Rembrandt
O Caso Rembrandt (em inglês The Rembrandt Affair) é o título de um livro de ficção sobre espionagem do escritor norte-americano Daniel Silva, publicado pela primeira vez no ano 2010.
Este foi o terceiro livro de Daniel Silva a atingir o 1º lugar da lista semanal de bestsellers de ficção do New York Times. Em Agosto de 2010, e à semelhança dos seus predecessores, o livro entrou directamente para o topo.
Em Portugal, foi editado em 2011, com tradução de Vasco Teles de Menezes, pela Bertrand Editora.